# 유장 (선처절후)
유장(劉章, ? ~ 기원전 68년)은 전한 후기의 제후로, 중산강왕의 아들이다.

## 행적
본시 3년(기원전 71년), 선처후(宣處侯)에 봉해졌다.
선처절후 4년(기원전 68년)에 죽으니 시호를 절이라 하였고, 아들 유중이 작위를 이었다.

## 출전
- 반고, 《한서》 권15하 왕자후표 下

| 선대 (첫 봉건) | 전한의 선처후 기원전 71년 6월 갑진일 ~ 기원전 68년 | 후대 아들 선처원후 유중 |